# Акчан
Акчан — горная река в России, правый приток Катуни, протекает по Усть-Коксинскому району Республики Алтай. Берёт начало из озера на высоте 2134 метра над уровнем моря. Устье реки находится в 458 км от устья Катуни по правому берегу, ниже села Замульта. Длина реки составляет 25 км. Питание преобладает снеговое и ледниковое.
В верховье Акчана расположены три ледника и озеро Верхний Акчан. Притоки: правые — Чёрная Речка, Плоская, Сары-Арт, Кыргыз, левые — Оулачихин, Пухов Лог, Ак-Оюк, Ярлу. Долина Акчана ледниковая, имеет характерный облик трога, есть морены, бараньи лбы, кары. Имеется несколько живописных водопадов. По реке проходят туристские горно-пешеходные и конные маршруты.

## Данные водного реестра
По данным государственного водного реестра России относится к Верхнеобскому бассейновому округу, водохозяйственный участок реки — Катунь, речной подбассейн реки — Бия и Катунь. Речной бассейн реки — (Верхняя) Обь до впадения Иртыша.